# Puerto Baquerizo Moreno
Puerto Baquerizo Moreno – miasto w Ekwadorze, na wyspie San Cristóbal, stolica prowincji Galápagos. Według danych szacunkowych na rok 2013 liczy 4816 mieszkańców. 